# Нешумова, Татьяна Феликсовна
Татья́на Фе́ликсовна Нешу́мова (род. 8 сентября 1965, Москва) — русский поэт, филолог и художник.

## Биография
Окончила филологический факультет МГУ. В 1983—1985 посещала поэтическую студию К. В. Ковальджи и «Луч» МГУ. Автор пяти книг стихов (последняя вышла в 2017), публиковалась в журналах «Юность», «Воздух», «Волга», «Носорог», «TextOnly», «Новое литературное обозрение», газете «Гуманитарный фонд» и др. По мнению критиков, для поэзии Нешумовой характерны «легкость разговорной речи», «камерность» и «герметичность». Стихи переводились на английский язык.
Писала статьи о литераторах пушкинской эпохи в словаре «Русские писатели. 1900—1917»; в 1998 подготовила к печати (совместно с К. Г. Боленко и Е. Э. Ляминой) мемуары М. А. Дмитриева.
В 1997—1998 гг. преподавала русский язык и литературу в школе № 875.
В 2000-х обратилась к архивной работе над малоизвестными страницами русской поэзии XX века и подготовила издания книг Д. С. Усова (2011), В. Г. Малахиевой-Мирович (2013), Е. Я. Архиппова (2016), Т. К. Галушко (совместно с М. В. Бокариус; 2018), Л. В. Горнунга (2019), а также курс лекций М. В. Панова «Язык русской поэзии XVIII—XX веков» (2018).
Автор статей о современных поэтах: Г. Г. Лукомникове, Г. М. Дашевском, М. Н. Айзенберге, Е. Ф. Сабурове, В. Я. Друке, Е. А. Хорвате и др.
Куратор (с мая 2017 по февраль 2022) цикла вечеров «Поэтическая среда» в Доме-музее Марины Цветаевой. В 2021 году вышла книга итальянских дневников и рисунков «Шестиногая собачка».
В 2017 году обратилась к живописи. В Москве прошли несколько персональных выставок: «Прогулки и ремейки» (2017, кафе «Март»), «…mecum porto» (2018, Дом-музей Марины Цветаевой), «И другие лица» (2019, галерея «Роза Азора»; куратор Г. В. Ельшевская), «Тьеполо-Тьеполо-Тьеполо-Ватто» (2019; Музей русского лубка и наивного искусства), «Было светло» (2022, Антикварный центр на Садовом),"Дочки-матери" (2022, Дом-музей Марины Цветаевой; совместно с художницей Мар Меладзе), «pulcinelli и др.» (2022, кафе Гоген), "Площадь согласия" (галерея "Сад"). Выставка «На крыльях не своих» состоялась в музее Ф. М. Достоевского в Санкт-Петербурге. Участник коллективной выставки «Дар художника» (2020). Персональные он-лайн выставки в Музее графики Пизы (2020) и Российско-американском культурном центре (2021). Работы хранятся в государственных музеях и частных собраниях в России и за рубежом.

## Книги стихотворений
- Нептица: Стихотворения 1982—1991. — М.: Издательство А и Б, 1997. — 56 с. Художник Т. Казанцева.
- Простейшее: Стихотворения 1992—2004. — М.: Издательство А и Б, 2004. — 48 с. Художник Т. Казанцева.
- Счастливая твоя внука: Стихи 2005—2009. — М.: АРГО-РИСК; Тверь: Колонна, 2010. — 56 с.
- Глухой ушастый. — М.: Дом-музей Марины Цветаевой, 2014. — 224 с. ил. Автобиографическая проза «Чувство реальности» и стихи последних лет.
- Согласно излетая: Пятая книга стихотворений. — New York, Ailuros Publishing, 2017. — 100 с.